# Callobius enus
Callobius enus là một loài nhện trong họ Amaurobiidae.
Loài này thuộc chi Callobius. Callobius enus được Ralph Vary Chamberlin & Wilton Ivie miêu tả năm 1947.